# 필리프 트루시에
필리프 오마르 트루시에(프랑스어: Phillipe Omar Troussier, 1955년 3월 21일 ~ ) 또는 개종 이후 사용하는 오마르 트루시에(Omar Troussier)는 프랑스의 전 축구 선수이자 현 축구 지도자다.

## 선수 시절
1976년 앙굴렘 샤랑트에서 데뷔하여 1983년에 은퇴할 때까지 7년간 레드 스타, FC 루앙, 스타드 드 랭스 등에서 선수로 활동했으며 국가대표팀에서는 단 1경기도 뛴 기록이 없다.

## 지도자 경력

### 아프리카 클럽팀
1983년 은퇴 후 INF 비시의 감독으로 본격적인 지도자의 길로 들어섰고 이후 1989년부터 1992년까지 코트디부아르 리그앙 ASEC 미모자의 사령탑으로 활동하며 리그 3회 연속 우승(1990, 1991, 1992),  1991년 CAF 챔피언스리그 8강, 1992년 CAF 챔피언스리그 4강 진출을 이끌며 지도력을 유감없이 발휘했고 그 뒤 1995년부터 1997년까지 모로코 보톨라 리그 1의 FUS 라바트의 사령탑을 맡아 1994-95 시즌 쿠프 두 트론 우승, 1996년 아프리칸 컵위너스컵 8강 진출 등을 이끌었다.

### 아프리카 국가대표팀
코트디부아르, 나이지리아, 남아프리카 공화국, 부르키나파소, 모로코 등 아프리카 국가대표팀의 사령탑을 맡는 동안 부르키나파소의 1998년 아프리카 네이션스컵 4위의 성적을 이끌며 '백인 주술사(White Witch Doctor)'라는 별명을 얻었다.

### 일본 축구 국가대표팀
1998년 일본 대표팀의 감독으로 부임한 이후 2002년까지 4년동안 역임하며 2000년 AFC 아시안컵 우승, 2001년 FIFA 컨페더레이션스컵 준우승, 2002년 FIFA 월드컵 16강 진출의 성과를 이끌어냈고 일본 U-20 대표팀 사령탑으로는 1999년 FIFA U-20 월드컵 준우승, 일본 U-23 대표팀 사령탑으로는 2000년 하계 올림픽 8강 진출을 이끌었다.

### 베트남 축구 국가대표팀
2019년 9월 7일 베트남 U-20 대표팀 사령탑으로 선임되어 2년간 팀을 이끈 뒤 2022년 아세안 챔피언십을 끝으로 베트남과의 5년간의 여정을 마무리한 박항서의 후임으로 베트남 A대표팀과 베트남 U-23 대표팀의 사령탑으로 선임되었다.
그러나 부임 이후 2023년 동남아시아 경기 대회에서는 인도네시아 U-23 대표팀과의 4강전에서 2-3으로 석패하며 3회 연속 SEA 게임 금메달 획득에 실패했고 대한민국 수원 원정 0-6 대패와 2023년 AFC 아시안컵 본선 조별리그 3전 전패 탈락 등 10경기 1승 9패라는 최악의 성적 부진에 시달렸다.
결국 2024년 3월 26일 하노이에서 열린 같은 동남아시아의 라이벌인 인도네시아와의 2026년 FIFA 월드컵 아시아 지역 2차 예선 F조 4차전에서 0-3으로 완패한 뒤 경질되면서 취임 1년 2개월만에 베트남 감독직에서 물러났으며 후임으로는 김상식 전 전북 현대 모터스 감독이 선임되었다.

## 행정가 경력
2018년 8월부터 2019년까지 베트남 대표팀의 유소년 트레이닝센터인 PVF 아카데미의 기술위원장을 맡았으며 아시아 축구에서 잔뼈가 굵은 장본인으로서 중국 대표팀의 심각한 현실에 쓴소리를 아끼지도 않았다.

## 대회 성적

### 클럽 (지도자)
ASEC 미모자
- 코트디부아르 리그 1 : 우승 (1990, 1991, 1992)
- CAF 챔피언스리그 : 4강 (1992)

 FUS 라바트
- 쿠프 두 트론 : 우승 (1994-95)

### 국가대표팀 (지도자)
일본 U-20
- FIFA U-20 월드컵 : 준우승 (1999)

 일본
- AFC 아시안컵 : 우승 (2000)
- FIFA 컨페더레이션스컵 : 준우승 (2001)

 부르키나파소
- 아프리카 네이션스컵 : 4위 (1998)

 베트남 U-23
- 동남아시아 경기 대회 : 동메달 (2023)